# UNFPA
FN's Befolkningsfond (engelsk: United Nations Population Fund, UNFPA) er en FN-organisation, der beskæftiger sig med
befolknings- og udviklingsspørgsmål med fokus på seksuel og reproduktiv sundhed
og reproduktive rettigheder .
FN's Befolkningsfond arbejder i mere end 150 lande for
at fremme ”seksuel og reproduktiv sundhed”. Dette begreb omfatter blandt andet:
- At enhver seksuel handling er frivillig og uden risiko for seksuelt overførte sygdomme inklusiv HIV/AIDS.
- At enhver graviditet er planlagt.
- At alle fødsler er sikre [3].

For at opnå disse mål arbejder UNFPA med
seksualundervisning og information til både unge og voksne, med at sikre adgang til prævention, jordemødre og til akut hjælp ved
komplikationer under graviditet og fødsel, med at sikre diagnose og behandling af
seksuelt overførte sygdomme som HIV/AIDS, samt at styrke pigers og kvinders ret til at
bestemme over egen krop og fremtid.

## Organisation
The United Nations Fund for Population Activities blev etableret som en fond direkte under
FN's generalforsamling i 1967 og begyndte at finansiere befolkningsprogrammer
i 1969 . I 1987 blev FN-organisationen officielt omdøbt til United Nations Population Fund, men den oprindelige forkortelse, UNFPA, blev bevaret .
Organisationen finansieres udelukkende af frivillige bidrag fra regeringer, organisationer, grupper i den private sektor, fonde og enkeltpersoner .
UNFPA arbejder i mere end 150 lande i verden, i samarbejde med regeringer,
civilsamfundet og andre FN-organisationer . Hovedkontoret er i New York. Organisationen har forbindelses-kontorer i Addis Ababa, København, Bruxelles, Geneve, Tokyo og Washington,
seks regionale kontorer og yderligere 129 landekontorer.
UNFPA's eksekutivdirektør er Dr. Natalia Kanem, der afløste Dr. Babatunde Osotimehin 4. juni 2017.

## Mandat
FN's Befolkningsfonds mandat bygger i dag på handlingsplanen fra den Internationale Befolknings- og Udviklingskonference i Kairo i 1994 ) . 
Der blev 179 lande enige om at vedtage en handlingsplan som er blevet set som et
gennembrud for ligestilling og kvinders rettigheder . ICPD har ændret tankegangen og retorikken om befolkningsvækst på internationalt plan - fra at fokusere på at begrænse befolkningstilvæksten til at sikre den enkeltes ret til seksuel og reproduktiv sundhed og til selv at bestemme hvor mange børn, man ville have.  Handlingsplanen blev forlænget i 2014 .
FN's befolkningsfond arbejder for at:
1) Sikre, at enhver graviditet er ønsket:
At få børn påvirker i høj
grad kvinders liv. I dag mangler 225 millioner kvinder, som ønsker at undgå eller udsætte at få børn, adgang til prævention . 
UNFPA arbejder for at fremme det enkelte menneske ret og mulighed til frit at bestemme om
og hvornår, man vil starte en familie, og hvor mange børn, man vil have. Det gør de ved at undervise sundhedspersonale i familieplanlægning, levere prævention og yder rådgivning
også i krisesituationer, samt underviser mænd i fordelene ved planlagte graviditeter .
2) Sikre, at enhver fødsel er sikker:
Siden UNFPA begyndte sit arbejde i 1969 er antallet af kvinder, der dør på grund af komplikationer i forbindelse med graviditet og fødsler blevet halveret . Alligevel dør stadig 830 kvinder hver dag af årsager i forbindelse med graviditet eller fødsel . Tilsvarende omkring en kvinde hvert andet minut . 
UNFPA arbejder for at redde
kvinder, der dør, når de giver liv . Det gør de ved at sikre, at kvinder kan planlægge deres graviditeter, da det mindsker risikoen ved fødsler at have
afstand mellem dem . I tillæg arbejder UNFPA for at sikre adgang til uddannet sundhedspersonale og akut hjælp, som for eksempel kejsersnitsikre; adgang medicin og udstyr, som for eksempel sterile fødselshjælpspakker, i
nødhjælpssituationer; samt forebygge og behandle obstetrisk fistula .
3) Give alle unge mulighed for at udleve deres potentiale:
Verden har i dag den største ungdomsgeneration nogensinde, med 1,8 milliarder unge
mellem 10 og 24 år . UNFPA arbejder for at give alle unge mulighed for at udleve deres potentiale . Et potentiale, som kan bidrage til en positiv og bæredygtig udvikling af verden, eller en såkaldt ”demografisk dividende”  . 
En demografisk dividende udløses når der i en årrække er en relativt stor andel af en befolkning på arbejdsmarkedet -  med relativt færre ældre og børn at tage sig
af .  Men for at opnå en demografisk dividende, forudsætter det at der foretages de rette investeringer i jobskabelse, uddannelse og adgang til prævention til de mange unge . Med uddannelse og job vælger kvinder nemlig generelt at få færre børn, og dermed falder fødselstallet . Den demografiske dividende vil også bidrage til øget økonomisk vækst .
UNFPA støtter arbejde for at fremme demografisk dividende ved at fremme unges menneskerettigheder, forebygge HIV/AIDS, støtte jobskabelse, uddannelse og
seksualundervisning, samt støtte udryddelse af skadelige
traditioner som omskæring af piger og unge kvinder.

## Protektor
H.K.H Kronprinsesse Mary blev udnævnt som protektor for UNFPA i 2010 .